# Европско првенство у атлетици у дворани 1972 — 800 метара за мушкарце
Такмичење у дисциплини трка на 800 метара у мушкој конкуренцији на трећем Европском првенству у атлетици у дворани 1972. одржано је у Палати спортова у Греноблу, Француска, 11. марта квалификације и 12. марта финале. Учествовало је 9 такмичара из исто толико земаља.

## Земље учеснице
Учествовало је 9 такмичара из исто толико земаља.
1. Уједињено Краљевство (1)
2. Чехословачка (1)
3. Француска  (1)
4. Холандија  (1)
5. Исланд  (1)
6. Мађарска  (1)
7. Совјетски Савез (1)
8. Југославија (1)
9. Шпанија (1)

## Рекорди
Извор:
| Рекорди пре почетка Европског првенства у дворани 1972.     | Рекорди пре почетка Европског првенства у дворани 1972. | Рекорди пре почетка Европског првенства у дворани 1972. | Рекорди пре почетка Европског првенства у дворани 1972. | Рекорди пре почетка Европског првенства у дворани 1972. | Рекорди пре почетка Европског првенства у дворани 1972. |
| ----------------------------------------------------------- | ------------------------------------------------------- | ------------------------------------------------------- | ------------------------------------------------------- | ------------------------------------------------------- | ------------------------------------------------------- |
| Светски рекорд                                              | Дитер Фром                                              | Источна Немачка                                         | 1:46,6                                                  | Београд, Југославија                                    | 8. март 1969.                                           |
| Европски рекорд у дворани                                   | Дитер Фром                                              | Источна Немачка                                         | 1:46,6                                                  | Београд, Југославија                                    | 8. март 1969.                                           |
| Рекорди европских првенстава                                | Јевгениј Аржанов                                        | Совјетски Савез                                         | 1:48,7                                                  | Софија, Бугарска                                        | 14. март 1971.                                          |
| Рекорди после завршеног Европског првенства у дворани 1972. |                                                         |                                                         |                                                         |                                                         |                                                         |
| Нових рекорда није било.                                    |                                                         |                                                         |                                                         |                                                         |                                                         |

## Освајачи медаља
|                            |                               |                              |
| Јозеф Плахи · Чехословачка | Иван Иванов · Совјетски Савез | Франсис Гонзалес · Француска |

## Резултати
У квалификацијама такмичари су били подељени у две групе:1. са 5, а 2. са 4. такмичара. У финале су се пласирала по четворица првопласираних из обе групе (КВ).

### Квалификације
| Позиција | Група | Атлетичар            | Националност         | Време   | Белешка |
| -------- | ----- | -------------------- | -------------------- | ------- | ------- |
| 1.       | 2     | Јозеф Плахи          | Чехословачка         | 1:51,8  | КВ      |
| 2.       | 2     | Мануел Гајосо        | Шпанија              | 1:50,15 | КВ НР   |
| 3.       | 2     | Питер Браун          | Уједињено Краљевство | 1:50,88 | КВ      |
| 4.       | 2     | Јан Рејндерс         | Холандија            | 1:50,91 | КВ      |
| 5.       | 1     | Иван Иванов          | Совјетски Савез      | 1:59,57 | КВ      |
| 6.       | 1     | Френсис Гонзалес     | Француска            | 1:59,83 | КВ      |
| 7.       | 1     | Андраш Жинка         | Мађарска             | 2,00,19 | КВ      |
| 8.       | 1     | Торстејн Торстејнсон | Исланд               | 2,05,37 | КВ      |
| 9.       | 1     | Јоже Међимурец       | СФРЈ                 | 2:12,24 |         |

### Финале
Извор:
| Пласман | Атлетичар            | Земља                | Резултат     | Белешка      |
| ------- | -------------------- | -------------------- | ------------ | ------------ |
|         | Јозеф Плахи          | Чехословачка         | 1:48,84      | НР           |
|         | Иван Иванов          | Совјетски Савез      | 1:49,05      |              |
|         | Франсис Гонзалес     | Француска            | 1:49,17      |              |
| 4.      | Андраш Жинка         | Мађарска             | 1:50,62      |              |
| 5.      | Питер Браун          | Уједињено Краљевство | 1:51,27      |              |
| 6.      | Мануел Гајосо        | Шпанија              | 1:52,15      |              |
| 7.      | Торстејн Торстејнсон | Исланд               | 1:53,26      | НР           |
| —       | Јан Рејндерс         | Холандија            | Није завршио | Није завршио |

## Укупни биланс медаља у трци на 800 метара за мушкарце после 3. Европског првенства у дворани 1970—1972.
|    | Земља                |   |   |   |   |
| -- | -------------------- | - | - | - | - |
| 1. | Совјетски Савез      | 2 | 1 | 0 | 3 |
| 2. | Чехословачка         | 1 | 0 | 0 | 1 |
| 3. | Шпанија              | 0 | 1 | 0 | 1 |
| 3. | Уједињено Краљевство | 0 | 1 | 0 | 1 |
| 5. | Француска            | 0 | 0 | 1 | 1 |
| 5. | Југославија          | 0 | 0 | 1 | 1 |
| 5. | Пољска               | 0 | 0 | 1 | 1 |
|    | Укупно {7}           | 3 | 3 | 3 | 9 |

|    | Атлетичар        | Земља           |   |   |   |   |
| 1. | Јевгениј Аржанов | Совјетски Савез | 2 | 0 | 0 | 2 |
| -- | ---------------- | --------------- | - | - | - | - |

## Рефренце
1. ↑  „17. Светско првенство у атлетици у дворани: IAAF Statistics Handbook. Бирмингем 2018.” (pdf). Monte Carlo: IAAF Media & Public Relations Department. 2018. стр. 326. Приступљено 14. новембар 2018.
2. ↑  Развој светског рекорда  на 400 метара у дворани Track and Field Statistics
3. ↑  Резултати квалификација за трку на 800 метара сајт maik-richter.de
4. ↑  Резултати финалне трке на 800 метара сајт maik-richter.de